# 1998 WW31
1998 WW31 (也可以寫成1998 WW31) 是一顆聯星的古柏帶天體。它是在1998年的深度黃道巡天 (DES) 計畫中發現的。

## 性質
1998 WW31和另一個臨時名稱為S/2000 (1998 WW31) 1的天體形成雙星系統：自冥王星發現以來第一次發現在海王星外面的雙星，並且是太陽系所知最對稱的雙星系統之一。這兩顆天體的大小非常接近，假設有相似的表面和密度，直徑比是1.2，質量比是1.74。它們的軌道周期大約是570天，兩者的軌道距離在4,000公里 (最接近的距離) 至40,000公里，半長軸大約是22,000公里。它們的直徑可能在100-150公里的範圍內，密度假設是1-2 g/cm³。它們整體的質量是冥王星-凱倫系統的1/6000。

## 外部連結
- The IAU circular announcing the discovery of the companion
- http://www.johnstonsarchive.net/astro/astmoons/am1998ww31.html（页面存档备份，存于）
- Discussion at CFHT, Hawaii（页面存档备份，存于）